# Hulteglänn (naturreservat)
Hulteglänn är ett naturreservat i Oskarshamns kommun i Kalmar län.
Området är naturskyddat sedan 2008 och är 56 hektar stort. Reservatet  som ligger nordost om sjön Hulteglänn består av gammal, fuktig lövskogd. 